# Źródło gazujące
Źródło gazujące – źródło (głównie pieniawa), z którego wypływa woda nasycona gazami, najczęściej CO2, rzadziej CH4.